# Genie

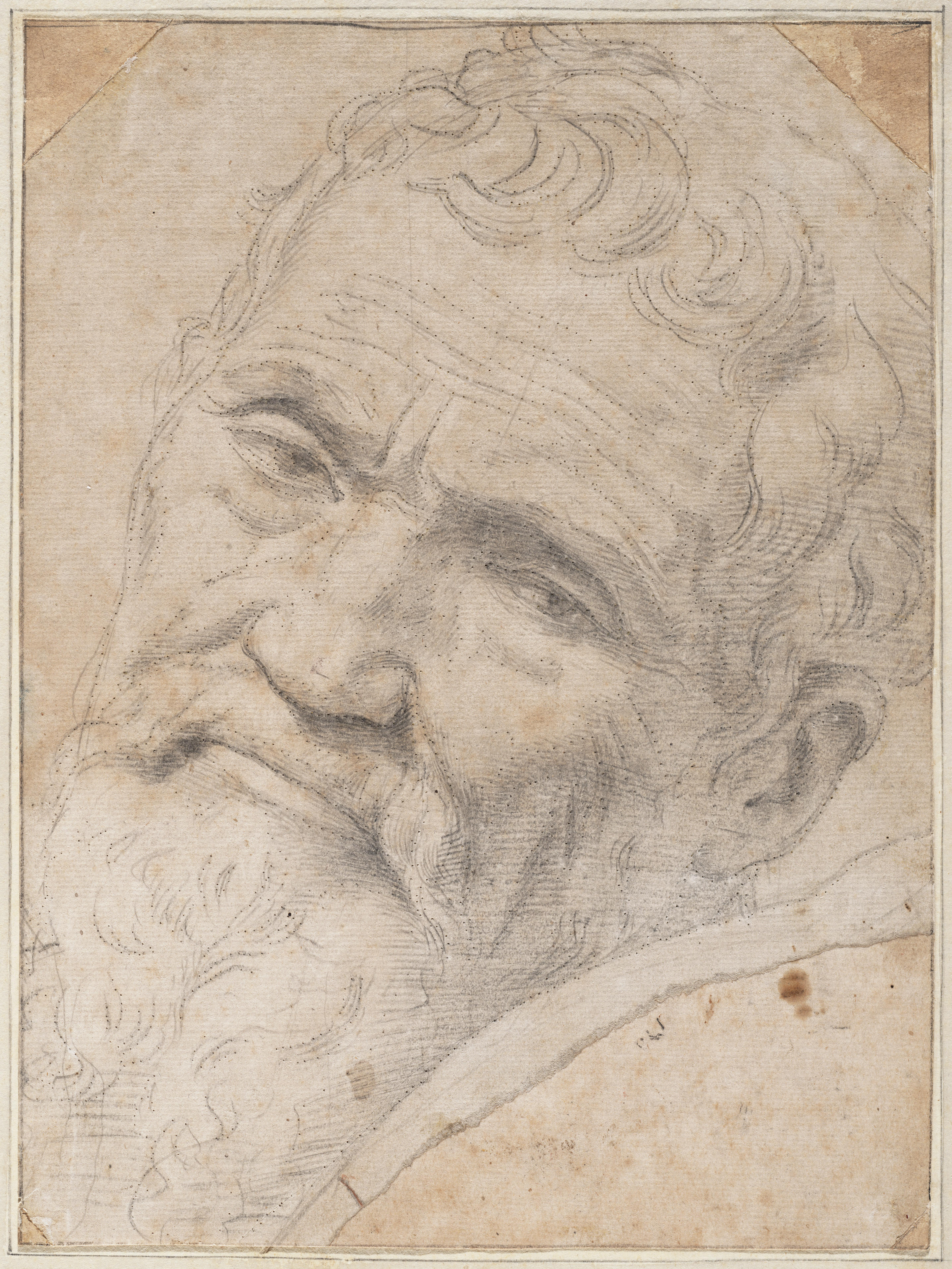
Eine auf Basis der Eminence von Genies erstellte Rangordnung von 772 herausragenden Künstlern ergab Michelangelo auf Platz 1 als größtes Genie im Bereich Kunst.

Ein Genie (über das französische génie vom lateinischen genius, ursprüngl. „erzeugende Kraft“) ist eine Person mit überragender schöpferischer Geisteskraft („ein genialer Wissenschaftler“, „ein genialer Künstler“). Zugleich bezeichnet der Begriff auch die Gabe, über die der geniale Mensch in besonderer Weise verfügt.
Genialität kann sich auf allen Gebieten zeigen – künstlerisch, wissenschaftlich, wirtschaftlich, philosophisch, politisch usw. Es kann zwischen Universalgenies, Genies und „verkannten Genies“ unterschieden werden.
Als Geniologie bezeichnet man die Lehre von den genialen Veranlagungen, ihren Bedingungen und Formen. Historisch betrachtet war die Geniologie von struktureller Misogynie geprägt, schloss sie doch Frauen lange Zeit per Definition vom Geniebegriff aus.

## Herkunft und Begriffsgeschichte

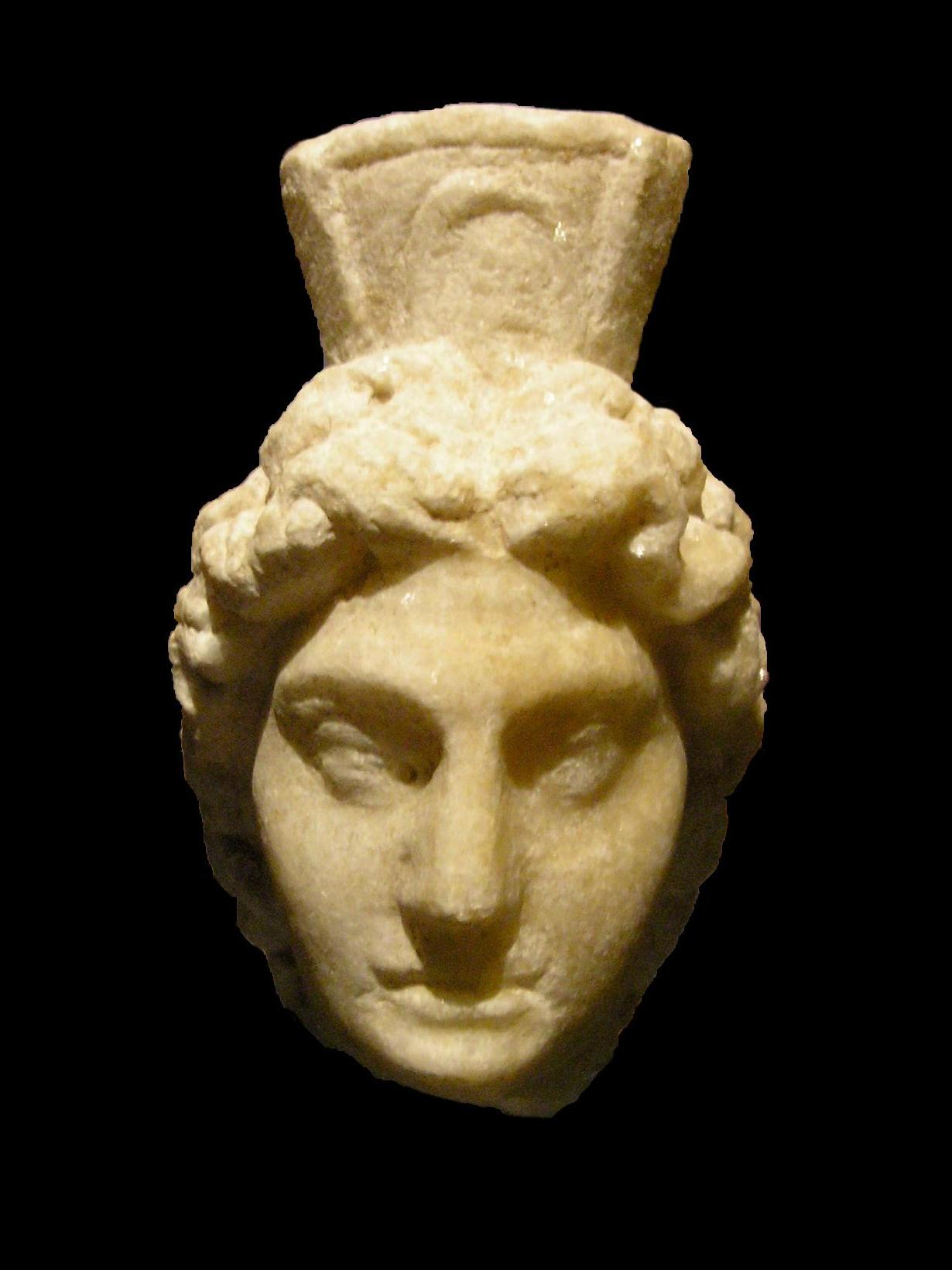
Römischer Genius aus dem 2. Jh. n. Chr., bei Vindobona gefunden

Der Begriff des Genies hat zwei unterschiedliche Wurzeln: Im englischen Sprachraum stammt er vom lateinischen Genius ab, einem Schutzgeist in der römischen Religion. Der Genius, den nur Männer besaßen, wohnte einem jeden Mann inne und starb mit ihm. Er repräsentierte seine Persönlichkeit und gab ihm die Fähigkeit zur Zeugung von Nachkommen. Man kann ihn als ein inneres Wirkungsprinzip bezeichnen. In der Kunstgeschichte wurden die Genien in mittelalterlichen Skulpturen und Abbildungen als geflügelte Gestalten abgebildet, im Barock waren sie in Form kleiner wohlgenährter Säuglinge eine sehr beliebte Dekoration. Das weibliche Gegenstück zum Genius ist Juno.
In Deutschland und Frankreich kann der Begriff „Genie“ auf ingenium (natürliches, angeborenes Talent) zurückgeführt werden. In der Renaissance begann man, mit dem Wort „Genie“ nicht mehr einen göttlichen Ursprung in Verbindung zu bringen, sondern künstlerische Schaffenskraft oder die Quelle der Inspiration zu beschreiben. Nach der französischen Querelle des Anciens et des Modernes breitete der Begriff sich dann schlagartig aus und dominierte die ästhetischen Debatten: der Begriff „Genie“ stand nun einerseits für den aus sich selbst heraus schaffenden Künstler, der die Natur nicht nur nachahmt (wie es das frühere ästhetische Modell vorsah), sondern der in seiner Arbeit vollendet, was die Natur selbst noch nicht vollenden konnte, andererseits für dessen Begabung bzw. Talent. Laut Charles Perrault, „der Wortführer der Modernen“, „die geniale Ablösung vom Vorhandenen sich nicht auf die Natur, sondern auf die vorgegebenen Kunstregeln und die historischen Voraussetzungen bezieht… Das Genie steht noch nicht gegen di Regeln und di Kunst (l'art), aber er erhebt sich über sie“.
In England wurden die theoretischen Grundlagen des Geniekults vor allem von Shaftesbury gelegt. Dadurch wurde wiederum Immanuel Kant inspiriert, der den kontinentaleuropäischen und den englischen Genie-Begriff zu einer Synthese vereinigte. In seiner Kritik der Urteilskraft bezeichnet er das Genie als „unbewußt schaffende Natur“ und als die Instanz, durch die die Natur der Kunst die Regel vorschreibe. Auf diese Weise löst Kant den alten Streit der Querelle des Anciens et des Modernes über Kunst und Natur. Für Kant bezieht sich somit der Genie-Begriff nur auf Künstler, es lässt sich nicht etwa von einem „genialen Wissenschaftler“ reden, denn der Wissenschaftler geht methodisch und rational vor, während das Genie seine Werke schafft, ohne zu wissen, was es tut.
Der Genie-Begriff Kants hatte großen Einfluss auf die Künstler der Weimarer Klassik und Romantik. Jean Paul stellte die Frage in den Vordergrund, wie die konkreten Bedingungen für die Schaffung eines genialen Kunstwerkes aussehen. Bei Johann Wolfgang von Goethe ist zwischen seinem frühen Geniebegriff, der in dem vom Sturm und Drang geprägten Gedicht „Prometheus“ zum Ausdruck kommt, und seinem späten, humanistisch-abgeklärten Geniebegriff im „Faust II“ zu unterscheiden. Friedrich Wilhelm Schelling betrachtete das Genie als ein Stück von der Absolutheit Gottes. Für die Romantiker Friedrich Schlegel und Novalis war das Genie der „natürliche Zustand des Menschen“ – es gelte nur, diesen Zustand zu bewahren oder zurückzugewinnen. Es war üblich, Kreativität und Genie in der Romantik miteinander zu vermengen, und tatsächlich kann diese Mischung gut bis in die 1900er Jahre beobachtet werden.
Wilhelm von Humboldt erweiterte den Geniebegriff zu einem allgemeinen „Humboldtschen Bildungsideal“. In der Folge wurden nicht nur Künstler, sondern auch Wissenschaftler als Genies bezeichnet.
Insgesamt verschob sich mit der Industrialisierung und der einhergehenden Ideologie des Fortschritts damit der Geniebegriff. Genies waren nun Menschen, die Leistung erbrachten. Originalität und Neuheit wurden als zentral angesehen. Damit begann das schöpferische Genie die Zukunft zu repräsentieren.
Im 19. Jahrhundert klang der Geniekult allmählich ab, und der Begriff verschwand aus der Ästhetik, in der stattdessen künstlerisches Handwerk, soziale Faktoren usw. in den Vordergrund rückten. In der Kunst wird der Geniebegriff heute zunehmend kritisch betrachtet, und die Einbindung eines Künstlers oder Autors in den historischen und gesellschaftlich-intellektuellen Kontext betont.
Um 1900 wurde der Geniebegriff wieder populär und diente in Wissenschaft, Literatur, Intelligenztests und der ersten Nobelpreisverleihung 1901 als ikonografisches Element, als Etikett, Prädikat, Ehrentitel oder Nimbus und wurde einer Person von der Gesellschaft quasi verliehen. Geisteswissenschaftliche Genieforschung und Genieliteratur um 1900 zeigte sich als Fach, dessen Vertreter stark von Nobilitierung, Auszeichnung, Krönung, Privilegierung bis hin zur heiligengleichen Verehrung berühmter Männer angetrieben wurden.

## Zuschreibung und Kanonbildung
Als Universalgenie werden zum Beispiel Aristoteles, Leonardo da Vinci, Johann Wolfgang von Goethe, Gottfried Wilhelm Leibniz, Alexander von Humboldt und al-Chwarizmi bezeichnet. Als Genies auf ihrem Gebiet gelten Johann Sebastian Bach, Miles Davis, Nikolaus Kopernikus, Salvador Dalí, Pablo Picasso, William Shakespeare, Friedrich Schiller, Isaac Newton, Wolfgang Amadeus Mozart, Joseph Haydn, John Coltrane, Thomas Alva Edison, Albert Einstein, Leonhard Euler, Carl Friedrich Gauß, Nikola Tesla, Immanuel Kant, Charles Darwin, Ludwig Wittgenstein und Ludwig van Beethoven.
Die Auswahl zeigt, dass der Geniebegriff vom kulturellen Kontext abhängt: Deutschsprachige Personen sind hier überrepräsentiert. In anderen Fällen, wie bei Karl Marx, Lenin, Sigmund Freud oder Theodor W. Adorno besteht keine allgemeine Einigkeit, ob diese Person als Genie anzusehen sei, da die Einschätzung dieser Personen in der Regel von der persönlichen politischen Weltanschauung des Betrachters beeinflusst wird.
Sowohl der Begriff des Genies als auch der Kanon von Genies umfasst fast ausnahmslos Männer. Dies geht u. a. drauf zurück, dass bereits in der Antike Männern mehr Vernunft, Moral und Erfindungsgabe zugeschrieben wurde als Frauen. Damit war die männliche Geisteskraft als die schöpferische-fortschrittliche definiert, während die weibliche als minderwertig und geistlos angesehen wurde.

### Mechanismen des Ausschlusses weiblicher Genies
Die mit Genies verbundene schöpferische Geistigkeit und Weiblichsein galten lange Zeit und teilweise bis heute als unvereinbar. Ausdrücklich ausgeschlossen vom Geniebegriff wurden Frauen beispielsweise von Cesare Lombroso. Er behauptete, Frauen wären nicht originell und hauptsächlich konservativ. Wo er nicht umhinkam, die Genialität einiger Frauen anzuerkennen, erklärte er, diese müssten „etwas Männliches“ in sich haben.
Das „Genie“ wurde im 19. Jahrhundert als „nicht-jüdisch“, „nicht-weiblich“ und weit entfernt von Masse, Massenaufständen, Großstadt und Prostitution entworfen. Das Genie stellte dem Schaffenskraft, pure Vergeistigung, biologische „Männlichkeit“ als Grundlage für Wissenschaft und Erkenntnis entgegen. Es bot so eine Antwort auf die erste Frauenbewegung und sich auflösende Geschlechtergrenzen durch die Sexualwissenschaft. Charles Darwin vertrat ebenfalls eine männliche Sichtweise, indem er in Die Abstammung des Menschen eine biologische Begründung für die angebliche geistige Unterlegenheit der Frau anbot: "Wir können ... schliessen, dass ... der mittlere Maßstab der geistigen Kraft beim Manne über dem der Frau stehen muss."
Weibliches Genie trat historisch in den schönen Künsten häufiger auf, insbesondere in der Literatur. Zum Beispiel sind die weiblichen Anteile an der aus einzelnen Kulturen stammender Weltliteratur wie folgt: Westlich 4 %, Arabisch 1 %, Indisch 5 %, Chinesisch 4 % und Japanisch 8 %. Frauen konnten sich insbesondere in der Literatur hervortun, weil der Zugang zu diesem Tätigkeitsfeld weder akademisch noch durch Institutionen beschränkt ist. Trotzdem war es für Frauen auch hier schwieriger, sich zu betätigen. Wie Virginia Woolf in ihrem Essay Ein Zimmer für sich allein unterstreicht, scheiterte die Betätigung von Frauen als Schriftstellerinnen oft schon daran, dass diese kein häusliches Arbeitszimmer und somit keine Privatsphäre besaßen.
Wenn talentierte Frauen ihren Werke publizieren wollten, mussten sie darauf bedacht sein, gesellschaftliche Vorurteile zu vermeiden. Einige taten dies, indem sie unter einem männlichen Pseudonym schrieben, wie Mary Ann Evans (George Elliot) und Amantine Lucile Dupin (George Sand).

## Definitionen

### Anhand der allgemeinen Intelligenz
Mindestens bis Anfang der 1990er wurde ein Genie definiert als jemand mit einem außergewöhnlich hohen Intelligenzquotienten, typischerweise über 140. Diese Grenze geht zurück auf Lewis Terman, der eine Langzeitstudie mit Kindern durchführte. Er wollte zeigen, dass Kinder mit einem höheren IQ als Erwachsene extrem große Erfolge und hohe Leistungen bewerkstelligen würden. Für die betreffenden über 1.000 äußerst intelligenten Kinder traf dies jedoch, wenn überhaupt, nur auf wenige zu. Beispielsweise wuchs keines der Kinder zu einem herausragenden Künstler heran. Es bekam auch keine der Personen später einen Nobelpreis verliehen. Hingegen wurden zwei Personen, die als Kinder wegen nicht ausreichender Intelligenz von der Stichprobe ausgeschlossen wurden, später Nobelpreise verliehen: William Shockley und Walter Alvarez. Auch über diese beiden Beispiele hinaus konnten Unterschiede im Erfolg als Erwachsene nicht durch Unterschiede in der allgemeinen Intelligenz erklärt werden.
Entsprechend ist eine Definition anhand des IQ fragwürdig. Sie geht am Wesen des Genies vorbei, da unter einem Genie jemand verstanden wird, der überragende Leistungen tatsächlich erbrachte, während der Intelligenzquotient nur die Kapazität angibt diese Leistung zu erbringen. In der Konsequenz unterscheidet man auch zwischen Genie und Talent. Die allgemeine Intelligenz alleine ist nicht ausschlaggebend; Kreativität, Phantasie und Intuition sind etwa weitere Faktoren.

### Anhand der Auswirkungen des Werkes
Wilhelm Lange-Eichbaum wies bereits früh darauf hin, dass es einer Verehrergemeinde bedarf, die eine Hochleistung zu der Leistung eines Genies erklärt: Insbesondere ist aber nachhaltiger Einfluss des Werkes eine Voraussetzung. Ganz ähnlich definierte Francis Galton Genialität im Sinne einer andauernden Reputation.
In der englischen Fachliteratur wird die aus der herausragenden Leistung resultierende Auswirkung auf zeitgenössische und nachfolgende Generationen oft mit eminence bezeichnet. (Dieser Begriff hat im Deutschen keine Entsprechung. Eine wörtliche Übersetzung wäre etwa Herausragend-heit.)
Aus der Definition anhand von Leistung und Einfluss ergeben sich u. a. zwei Konsequenzen.
Zum einen ermöglicht es, da es unterschiedliche Grade an Leistung und Einfluss gibt, Genialität als ein quantitatives Merkmal zu betrachten: Anton Reicha könnte damit durchaus ein Genie sein, aber sein Zeitgenosse Beethoven wäre ein größeres Genie. Auf Basis der Eminence lassen sich daher auch Rangordnungen von Genies erstellen. So wurde in einer Studie die Eminence von 772 herausragenden Künstlern bewertet, die zwischen den Jahren 1042 und 1912 geborenen wurden. Sie ergab Michelangelo auf Platz 1 als größtes Genie im Bereich Kunst.

Zum anderen schließt die Definition anhand von Leistung und Einfluss die Möglichkeit von verkannten Genies, Personen mit einer herausragenden Leistung ohne umfassende Rezeption, aus: dieser Begriff wäre ein Oxymoron.

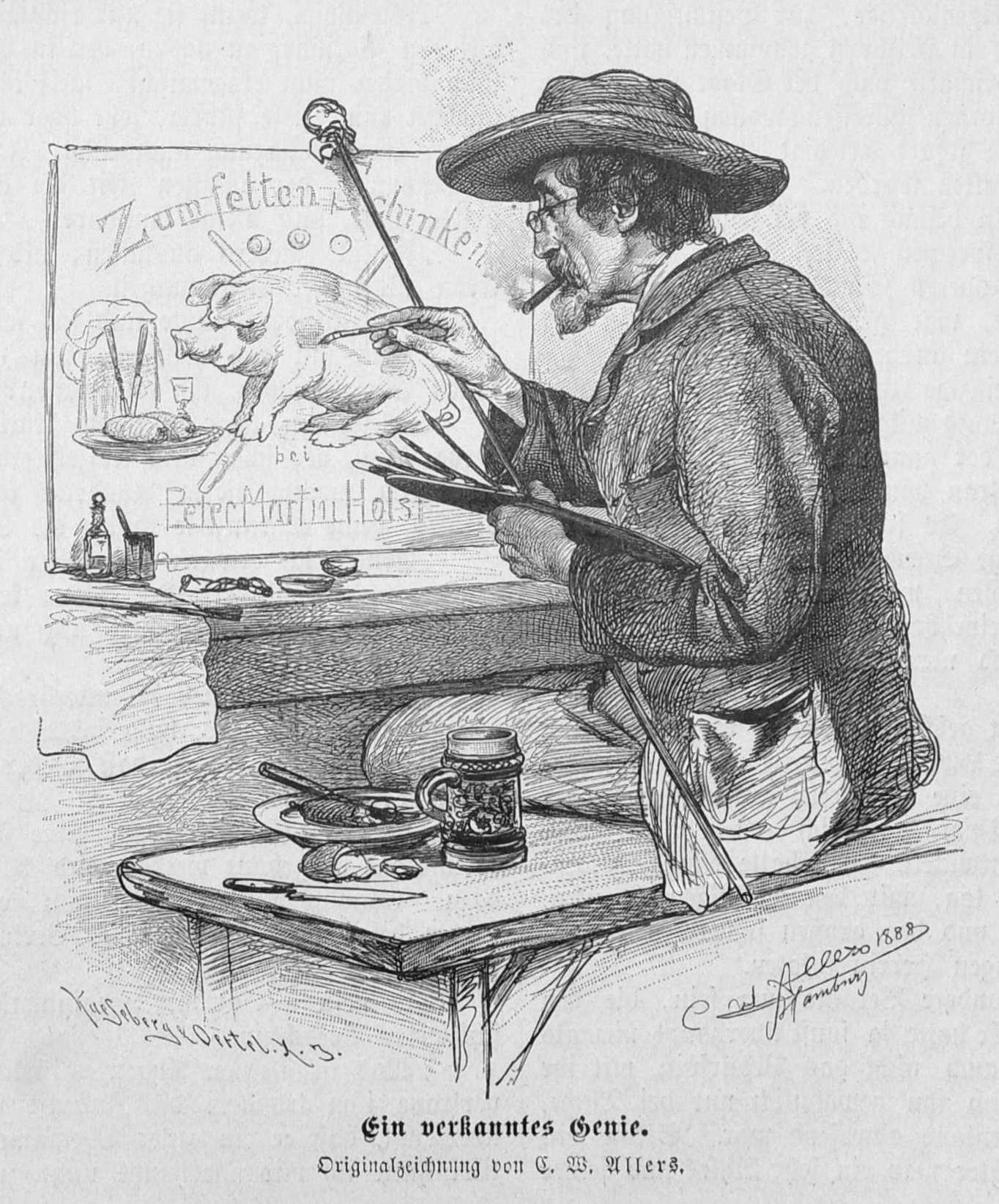
Ein verkanntes Genie. Originalzeichnung von C. W. Allers. Satirische Darstellung aus Die Gartenlaube.

Problematisch ist jedoch, dass bei verkannten Genies zwischen einer Leistung und ihrer gesellschaftlichen Anerkennung erhebliche Zeit vergehen kann, z. B. bei Mendel oder Van Gogh. Auch wenn die Anerkennung bereits zu Lebzeiten stattfindet, unterliegt sie einem zeitlichen Wandel. Zum Beispiel ist die Anerkennung von 100 herausragenden Persönlichkeiten im Jahr 1911 nicht exakt gleich zu der Anerkennung dieser Personen im Jahr 2002, sondern nur moderat bis stark (r = 0,4) mit dieser korreliert. In ähnlicher Weise beträgt bei der Bewertung des Lebenswerks von Renaissance-Malern durch Kunsthistoriker aus über 450 Jahren der Grad der Übereinstimmung zwischen den Beurteilungen ungefähr W = 0,5 (mögliche Werte: 0 bis 1).
Ein anderes Konzept des Genies baut zwar auch auf dem herausragenden Werk auf, setzt aber die Anforderungen höher. Das Wesentliche des Genies sieht man in diesem Fall in seiner originalen Produktivität, die aus sicherer Intuition neue Schaffensbereiche erschließt. So grenze sich das Werk des Genies vom Werk anderer kreativ Tätigen dadurch ab, dass das Werk eines Genies entweder neue Disziplinen erzeugt wie z. B. das Entstehen der teleskopgestützten Astronomie durch Galileo Galilei; oder das Werk revolutioniert etablierte Tätigkeitsfelder. Demnach wären allerdings Johann Christian Bach und Carl Philipp Emanuel Bach eher Genies als Johann Sebastian Bach, da durch sie die Musikgeschichte stärker beeinflusst wurde als durch ihren Vater.

### Anhand der kognitiven Leistungsfähigkeit spezifisch für das jeweilige Tätigkeitsfeld
Eine Möglichkeit, Aspekte von Intelligenz mit Genialität in Verbindung zu bringen, besteht darin, weniger von einer Bedeutung der allgemeinen Intelligenz für herausragende Leistungen auszugehen, sondern von einer hohen Bedeutung einzelner kognitiver Fähigkeiten, die je nach Tätigkeitsfeld andere sind und bei Genies überragend wären. Hypothetisch wären damit Ergebnisse von Genies bei einem IQ-Test, der die allgemeine Intelligenz beurteilen sollte, wahrscheinlich nicht überragend gewesen. Beispielsweise würde man Mozart eine niedrige Intelligenz zuordnen, wenn er anhand seiner mathematischen Leistung beurteilt worden wäre. Genauso würde man Pascal einen niedrigen IQ-Wert unterstellen, wenn man ihn auf Grund seiner musikalischen Fähigkeiten bewertet hätte. Ein tatsächlich psychometrisch gemessenes Beispiel für diesen Zusammenhang wäre der oft als Schachgenie bezeichnete Kasparow. Seine allgemeine Intelligenz ist nur überdurchschnittlich, während einzelne kognitive Fähigkeiten überragend sind. Dementsprechend wäre ein Genie definiert als jemand mit herausragenden, bereichsspezifischen geistigen Fähigkeiten.

## Charakteristika

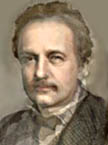
Idealtypisches Gesicht eines deutschen Genies (zusammengesetzt aus Bach, Beethoven, Bismarck, Einstein, Planck und Schiller)

### Persönlichkeitsmerkmale
Catharine Cox erforschte die Bedeutung der Persönlichkeit in einer Stichprobe von 100 Genies. Sie kam zu der Schlussfolgerung, „dass hohe, aber nicht höchste Intelligenz, kombiniert mit der größten Beharrlichkeit, größere Leistung und Bedeutung erreichen wird als die höchste Intelligenz mit etwas weniger Beharrlichkeit.“ (Siehe auch Schwellenhypothese für die Bedeutung von Intelligenz für Kreativität.)
Eine beharrliche Motivation und Offenheit für Erfahrungen sind die beiden Persönlichkeitsmerkmale, die sich durchgängig über unterschiedliche Tätigkeitsfelder (Wissenschaft, Kunst …) hinweg als wichtig für den Geniestatus herausgestellt haben. Die Bedeutung anderer Persönlichkeitsmerkmale unterscheidet sich sehr je nach Tätigkeitsfeld.

### Produktivität
Eines der am besten etablierten Merkmale von kreativen Genies ist ihre extreme Produktivität, die großartige Gedanken hervorbringt ebenso wie mittelmäßige oder schlichtweg falsche.
Tatsächlich ist im Vergleich zwischen Genies nicht nur die Variabilität der Lebensleistung erheblich – so neigen die produktivsten Genies dazu, mindestens 100-mal mehr Werke zu produzieren als die am wenigsten produktiven –, auch die Häufigkeitsverteilung der Produktivität ist bei weitem nicht normal, sondern extrem rechtsschief verteilt.

## „Genie und Wahnsinn“

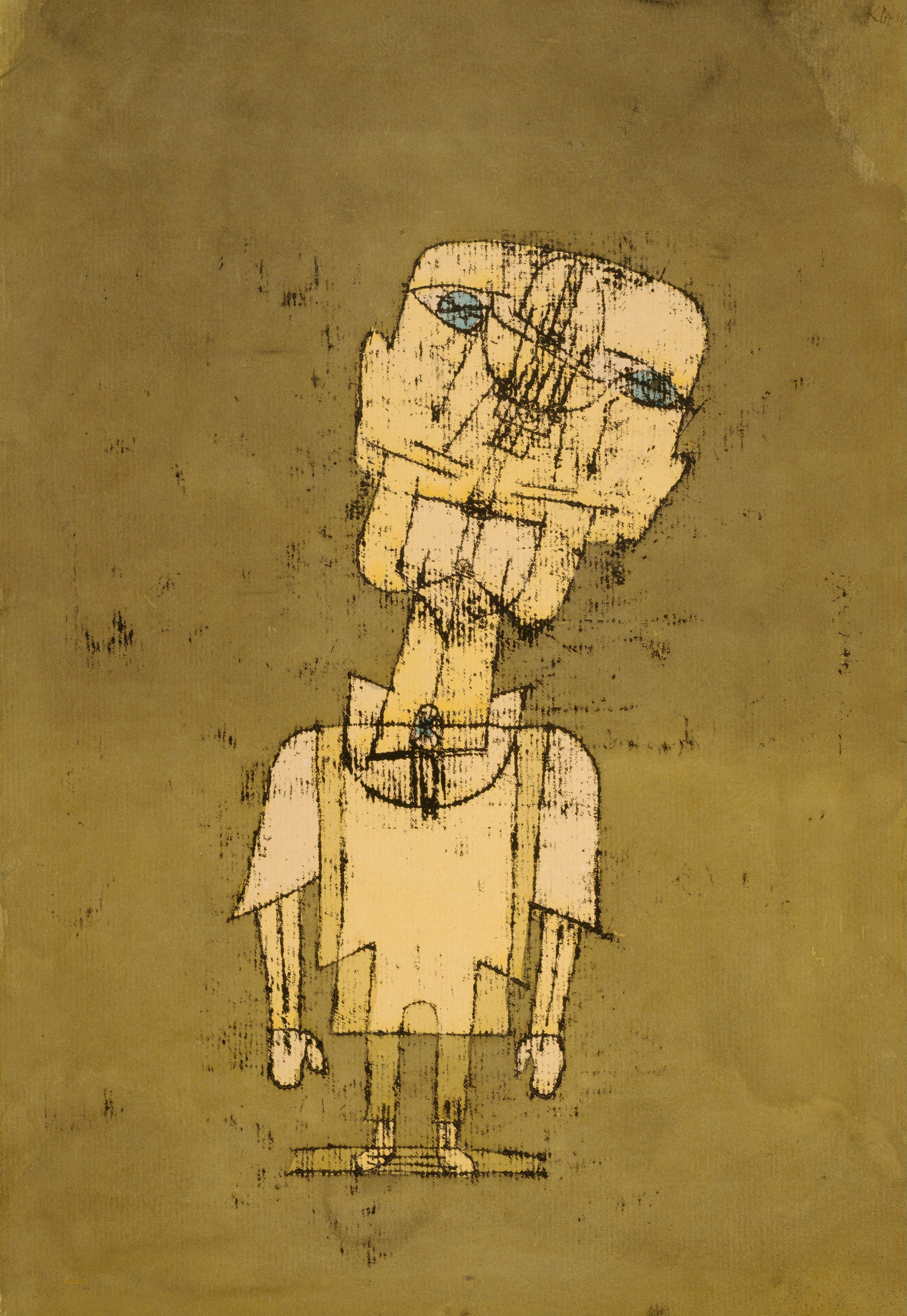
Paul Klee: „Gespenst eines Genies“ (1922)

Zahlreiche geniale Menschen litten im Laufe ihres Lebens an einer psychischen Störung (z. B. Hölderlin, Vincent van Gogh, Torquato Tasso, Jonathan Swift und John Forbes Nash Jr.).
Im ausgehenden 19. Jahrhundert wurde insbesondere von Psychiatern wie Lombroso die Theorie vertreten, Genie mit „Irrsinn“ gleichzusetzen. Dieser Ansatz wird weniger radikal auch von Lange-Eichbaum vertreten. Umfangreich sind also die Arbeiten zwischen Genialität und psychischer Störung. Die Psychiatrie der Gegenwart hat die zu weitgehenden Theorien Lombrosos fallen gelassen.
Der das Genie überfallende Schaffensdrang wird in der Philosophie verglichen mit bestimmten originellen und gedanklich hochproduktiven Phasen aus den leichteren psychopathologischen Randgebieten (hypomanische Phasenschwankungen, visionäre Vorstadien von Schizophrenie).
Aus Sicht psychoanalytischer Autoren wird der Prozess der Schöpfung durch vorbewusste Vorgänge bestimmt; wenn diese nicht ungehemmt ablaufen können, gebe es keine echte Kreativität (innere Natur des Menschen). So sei z. B. kennzeichnend für die Moderne, dass ein Prozess der Entfremdung von der inneren Natur durch Bürokratie usw. einsetze. Dies könne unter anderem als Erklärungsansatz weniger häufig erscheinender Genialität gedeutet werden. Zwar würden Genies an Neurosen und Gemütsschwankungen leiden, doch schöpferische Gedankenprozesse würden ablaufen trotz und nicht wegen des Ankämpfens gegen neurotische Vorgänge, z. B. den sogenannten „Dichterwahnsinn“.
Doch wenn das Leben der Genies als „abartig“ bezeichnet werden kann, dann nicht unbedingt als krankhaft regelwidrige, willkürliche Ausnahme, sondern soziologisch betrachtet zugleich als regelsetzender und gestalthaft-schöpferischer Gipfelpunkt menschlicher Existenz. Ferdinand Tönnies ordnete ihn dem „Wesenwillen“ des Menschen zu.

### Empirische Befunde
In einer Studie wurde auf der Basis einer Stichprobe von 204 Genies, geboren zwischen 1766 und 1906, der Zusammenhang zwischen Eminence (siehe Abschnitt Anhand der Auswirkungen des Werkes) und psychopathologischer Erkrankung untersucht. Die Ergebnisse zeigten einen unterschiedlichen Zusammenhang je nach Tätigkeitsfeld. Für Schriftsteller und Künstler gab es einen linearen Zusammenhang zwischen diesen beiden Eigenschaften: Je ausgeprägter die psychopathologische Belastung, desto größer auch die Eminence. Dagegen lag für Wissenschaftler, Denker und Komponisten ein Zusammenhang vor, der grafisch dargestellt etwa ein auf dem Kopf stehendes U beschreibt: Die Eminence war am höchsten bei einem mittleren Grad an psychopathologischer Belastung, einem „Optimum“.

## Das kreative Hirn – psychologische Studien zur Kreativität der Genies
Ein Genie hat Ideen, die keiner vorher hatte. Mit anderen Worten: Ein Genie ist kreativ. Mitte der 1990er Jahre vermutete der Psychologe Hans Eysenck bei besonders kreativen Menschen ähnliche kognitive Mechanismen wie bei Patienten mit Schizophrenie und dies möglicherweise auf ähnlicher neurologischer Basis. Bei beiden sei der Einfluss bereits gelernter, gespeicherter Gedächtnisinhalte und Gewohnheiten auf neue Wahrnehmungen geringer als im Durchschnitt. Dadurch besäßen sie einen weiteren Assoziationshorizont und könnten so Neues schaffen.

### Kreative sind leichter abzulenken
Shelly Carson von der Harvard University in den USA hat die kognitive Funktion bei besonders kreativen und weniger kreativen Menschen verglichen. In ihren Laborversuchen zeigte sich, dass sich Kreative stärker ablenken lassen als weniger Kreative. Carsons erklärt dies damit, dass bei Kreativen eine bestimmte Filterfunktion im Gehirn weniger ausgeprägt ist, die so genannte latente Hemmung. Das bedeutet, dass kreative Köpfe besonders offen für wiederkehrende Sinnesreize sind. Die Fülle von Informationen könnte eine Erklärung für originelle Verknüpfungen oder innovative Ideen sein. Das Ergebnis wurde dahingehend interpretiert, dass dies Eysencks Theorie unterstützt. Besonders kreativ macht die reduzierte Filterfunktion in Verbindung mit einem hohen Intelligenzquotienten. Dieser trägt möglicherweise dazu bei, dass aus der Fülle von Informationen tatsächlich nur diejenigen weiterverwertet werden, die aktuell gebraucht werden.